# Hav trones lampa färdig
Hav trones lampa färdig är en gammal psalmtext med fem 8-radiga verser. Författaren okänd.

## Publicerad i
- Hemlandssånger 1891 och dess 1:a upplaga 1891, som nr 463, under rubriken "Hoppet — Hemlängtan".
- Sions Sånger 1981, som nummer 127 under rubriken "Kristlig vandel".